# Yoshida Brothers
Yoshida Brothers o también conocidos en Japón como Yoshida Kyōdai 吉田兄弟 (よしだ きょうだい), son un dúo compuesto por los hermanos Ryōichirō Yoshida y Ken’ichi Yoshida que tocan tsugaru shamisen, un antiguo instrumento japonés de tres cuerdas. Esta descripción puede llevar a pensar que se trata de otro grupo de música folclórica de su país, pero lo cierto es que los Yoshida Brothers han sabido mezclar las melodías y sonidos tradicionales de Japón con ritmos e instrumentos contemporáneos, lo que genera una mezcla musical única, muy dinámica, sensible y profundamente refinada.
El remix de su canción "Kodo" se hizo mundialmente conocida por haber sido utilizada en los comerciales de la Nintendo Wii.

## Discografía
- いぶき (Ibuki) (1999)
- Move (2000)
- Soulful (2002)
- Yoshida Brothers (2003)
- Frontier (2003) (alias Yoshida Brothers 2005)
- Renaissance (2004)
- Yoshida Brothers II (2004)
- Yoshida Brothers III (2006)
- Hishou (2007)
- Best of Yoshida Brothers - Tsugaru Shamisen (2008)
- Nightmare Revisited (2008)
- Prism (2009)

## Sencillos
- Storm （2002）
- RISING （2005)

## Libros
- 吉田兄弟という生き方 (La vida de los Yoshida Brothers)